# Venus van Urbino
Venus van Urbino (Italiaans: Venere di Urbino) is een schilderij van de Italiaanse renaissanceschilder Titiaan, gemaakt in 1538. De titel refereert aan de godin der liefde, maar in feite beeldt hij een gewone aardse vrouw af, erotiserend naakt, in een huiselijke omgeving. Het werk bevindt zich in de collectie van het Uffizi te Florence.

## Context
Titiaan schilderde diverse Venussen, liggend, staand, soms alleen, soms met andere figuren, maar bijna altijd naakt. Het kenmerkt de toenmalige tijdsgeest in Italië, waarin steeds meer plaats kwam voor realistische naakten, ook buiten een Bijbelse context (Adam en Eva). Probleem was echter om modellen te vinden. Kunstenaars gebruikten hun echtgenotes of geliefden, of ze huurden een prostituee in. Ook van Titiaan is bekend dat hij veel maîtresses had, die hij ook regelmatig gebruikte als model. Bij De Venus van Urbino is het onbekend wie voor het werk poseerde. Bovendien is dit irrelevant omdat niet een concreet persoon het thema vormt, maar charme, schoonheid en liefde. Gezien de ongegeneerde pose kan het een courtisane zijn. Prostitutie is alledaags in Italië.

## Afbeelding
Titiaan werkte veel in opdracht en maakte het hier besproken Venusportret voor Guidobaldo II della Rovere (1514-1574), de latere hertog van Urbino, aan wie het werk zijn titel ontleent. Geopperd is wel dat het werk oorspronkelijk bedoeld was als decoratie van een interieurkist ("cassone"), als cadeau voor zijn jonge vrouw Giulia Varano (1523-1577), volgens sommige kunsthistorici mogelijk ter ere van zijn huwelijk in 1534. Guidobaldo zou ook later nog diverse andere werken van Titiaan afnemen.

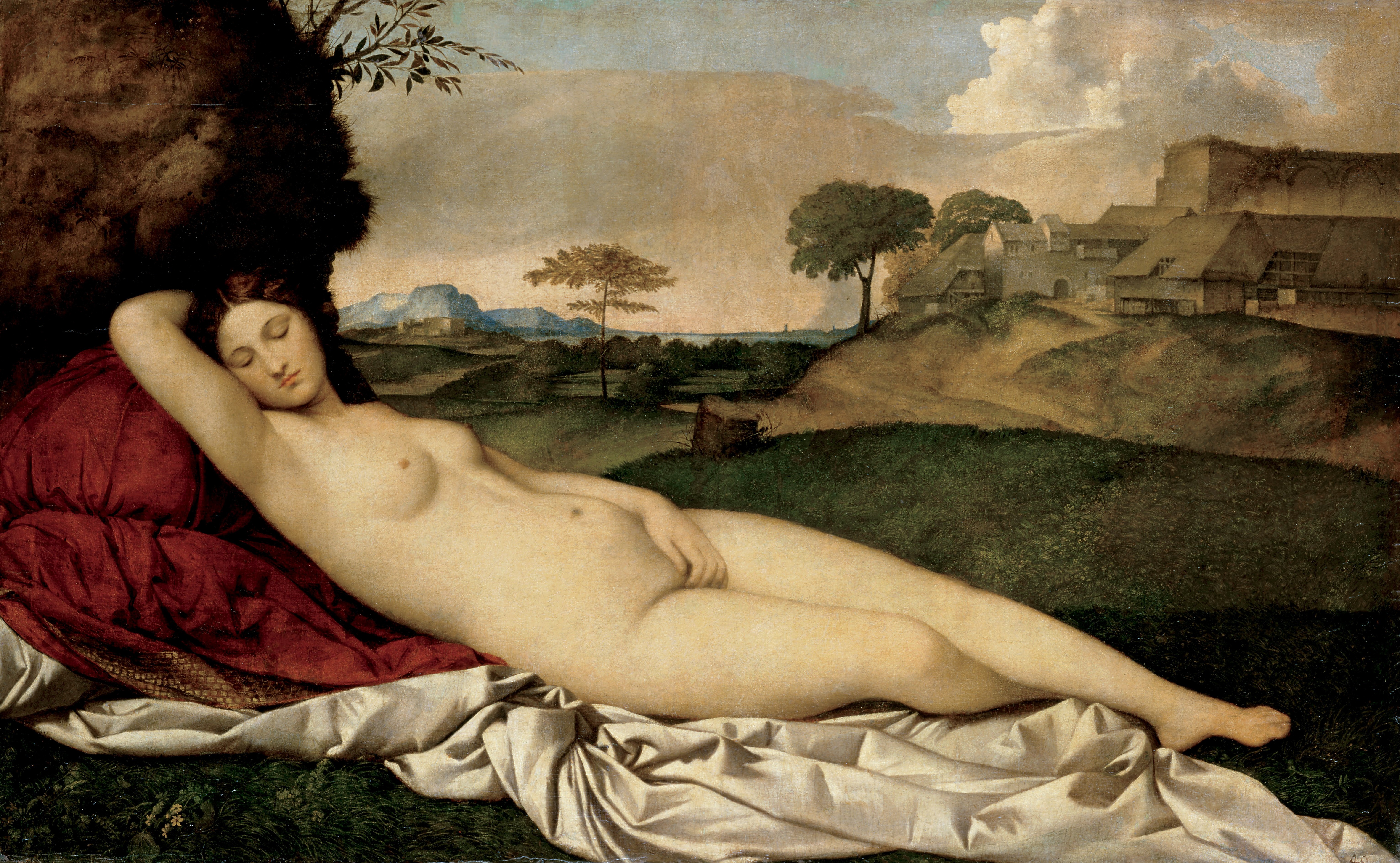
Slapende Venus van Giorgione, 1510, inspiratie voor het Titiaan.

Voor de pose werd Titiaan geïnspireerd door de Slapende Venus (1510) van zijn vriend en leermeester Giorgione, een schilderij dat hij volgens de overlevering na diens dood heeft afgemaakt. Afwijkend is de setting, binnenshuis, waar Giorgione zijn Venus in een idyllisch Italiaans landschap plaatst. Ook anders zijn de geopende ogen in het werk van Titiaan.
De titel Venus van Urbino werd pas in 1567 door Vasari toegekend. Guidobaldo refereerde eerder aan het werk met Donna nuda. Titiaan schildert in feite ook een gewone aardse vrouw, zonder goddelijke attributen, bewust van haar schoonheid en seksuele aantrekkingskracht. De kleine borsten en de enigszins bolle buik zijn conform het toenmalige schoonheidsideaal. De uitdrukking van haar gewelfde lippen en amandelvormige ogen is veelzeggend en bijna provocerend. Geheel naakt, uitgebeeld in een sfumato-techniek, ligt ze languit op een rustbank. De warme gloed van haar huid wordt versterkt door de gouden en roomkleurige tinten in laken en de kussens achter haar, alsook door het rood-goude "Titiaanse" haar dat in golven over haar schouders valt, weergegeven met een grote technische vaardigheid. Het smaragdgroene gordijn, dat de achtergrond in tweeën deelt, vormt een koel en donker contrast met de huid, terwijl de plooien ervan de zinnelijke lijnen van haar lichaam accentueren. Ze draagt diverse sieraden: een ring, een armband, vlak bij haar wang vangt een oorbel het licht. Haar linkerhand bedekt haar lies en schaamstreek. In haar rechterhand houdt ze enkele rode rozen, die symbool staan voor de liefde waarmee Venus geassocieerd wordt.
Bijzonder is de invulling van de achtergrond, waar de rode en groene kleuren zich herhalen in diverse accenten. Door een groot open venster valt het zomerlicht de kamer binnen en doet de stoffen, wandkleden en ornamenten oplichten. De activiteit van de dienstmeisjes achterin, druk bezig met een klerenkist, contrasteert met de lome pose van de liggende Venus, welke op haar beurt weer wordt versterkt door het slapende hondje aan het voeteneinde. Daarbij wordt het bezig zijn met een klerenkist ook wel geduid als een symbool voor huiselijkheid en moederschap, terwijl het hondje beschouwd kan worden als symbool voor vruchtbaarheid in het huwelijk.

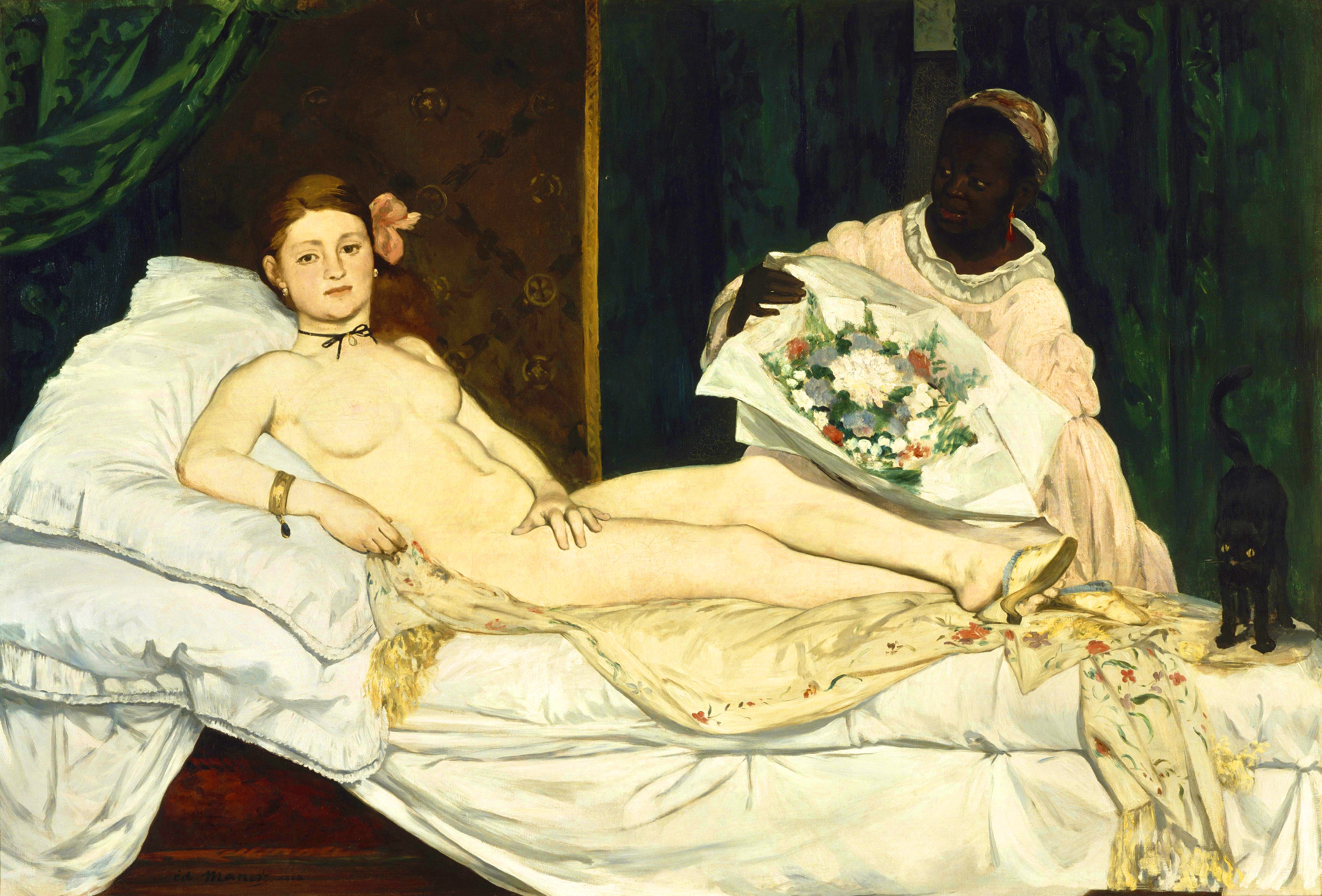
Olympia van Manet, 1863, geïnspireerd door Titiaan.

Vaak is ook gespeculeerd over een nog diepere allegorische betekenis van het schilderij, waarbij wel een verband is gelegd met de seksuele opvoeding van de minderjarige bruid van de hertog van Urbino, die ten tijde van het - gearrangeerde - huwelijk in 1534 nog maar 11 of 12 jaar oud was. Het zou aangeven dat de vrouw binnen het huwelijk de wensen van haar man moet vervullen Een iets andere hypothese is dat de schilder, door het plaatsen van zijn naakt in een huiselijke omgeving, aan wilde geven dat seksueel plezier ook binnen het huwelijk kon worden gevonden.
Titiaans Venus van Urbino zou later vele kunstschilders inspireren tot vergelijkbare, vaak provocerende werken, met Manets Olympia als meest bekende voorbeeld. Lucian Freud maakte een werk dat gebaseerd was op zowel Titiaans als Manets voorbeeld.